# Kloster Dalheim (Mainz)

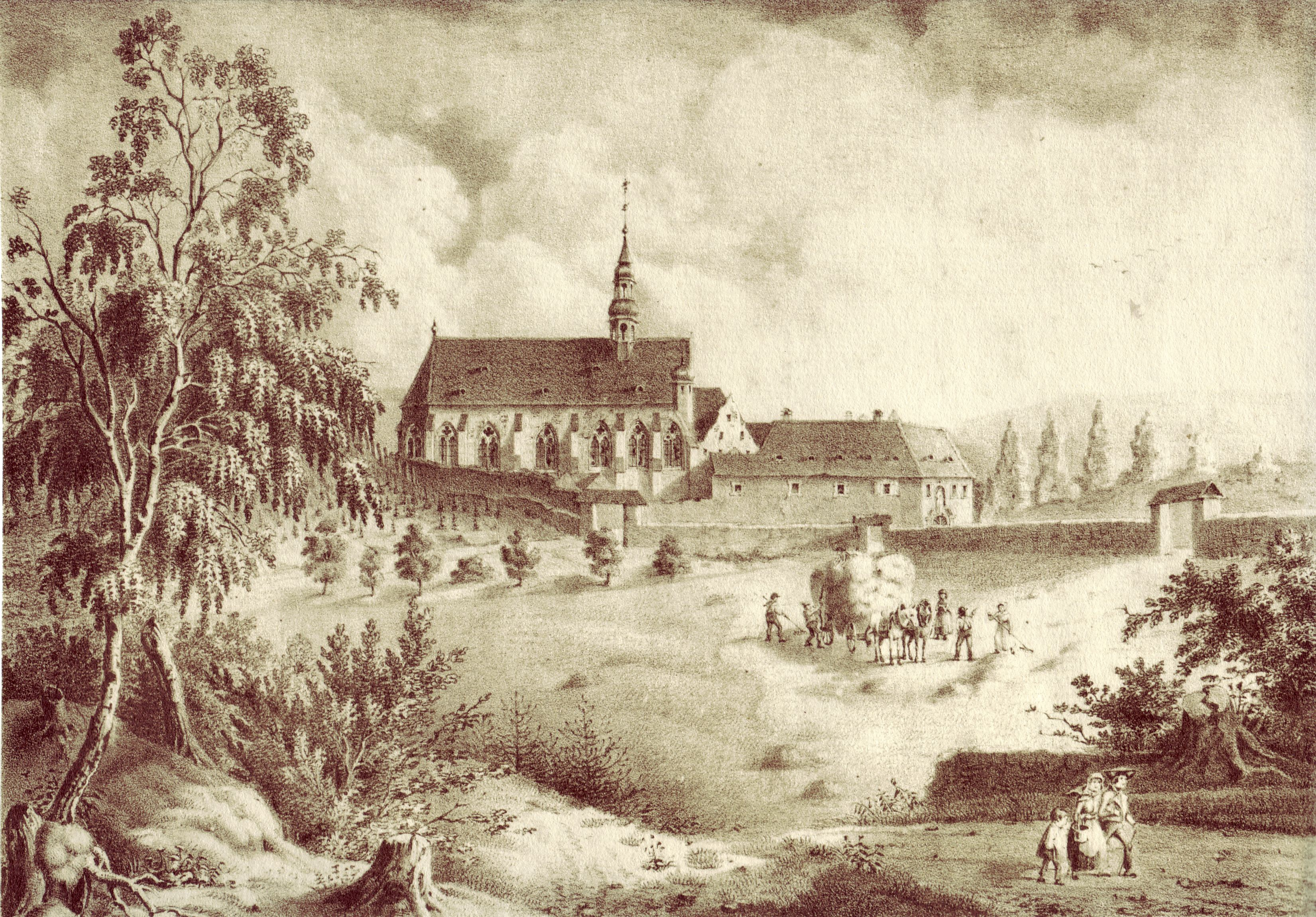
Kloster Dalheim

Das Kloster Dalheim – (S. Maria in Valle) in frühen Urkunden auch Mariendalen, Dalen oder Marienkron Mainz genannt – war ein Kloster in Mainz.

## Geschichte
Kloster Dalheim wurde 1145 erstmals urkundlich erwähnt. Wahrscheinlich wurde es von Erzbischof Arnold I. von Köln als Doppelkloster für Mönche und Nonnen gestiftet.
Der Mainzer Erzbischof Siegfried II. von Eppstein reformierte es zu einem Klarissenkloster. 1251 entschieden sich die Nonnen für die Benediktinerregel und den Zisterzienserorden. Erzbischof Werner von Mainz vertraute die nunmehrige Zisterzienserinnen-Abtei 1265 dem Abt der Zisterzienserabtei Eberbach im Rheingau zur Visitation an und bestimmte als seine Aufgaben die Beichtjurisdiktion, das  Auferlegen von Bußen, die Befreiung von Exkommunikation, das Recht auf Reformen und Korrekturen. Am 7. Januar 1266 verkauften Friedrich, der Praeceptor des Lazarus-Ordens in Deutschland und Hertwig, der Komtur zu Megersheim (zwischen Bauschheim und Königstädten, Ortsteile der Stadt Rüsselsheim) alle Besitzungen des Ordens in und bei Bretzenheim an das Kloster Dalheim (Nonnenkloster Dalen bei Mainz).

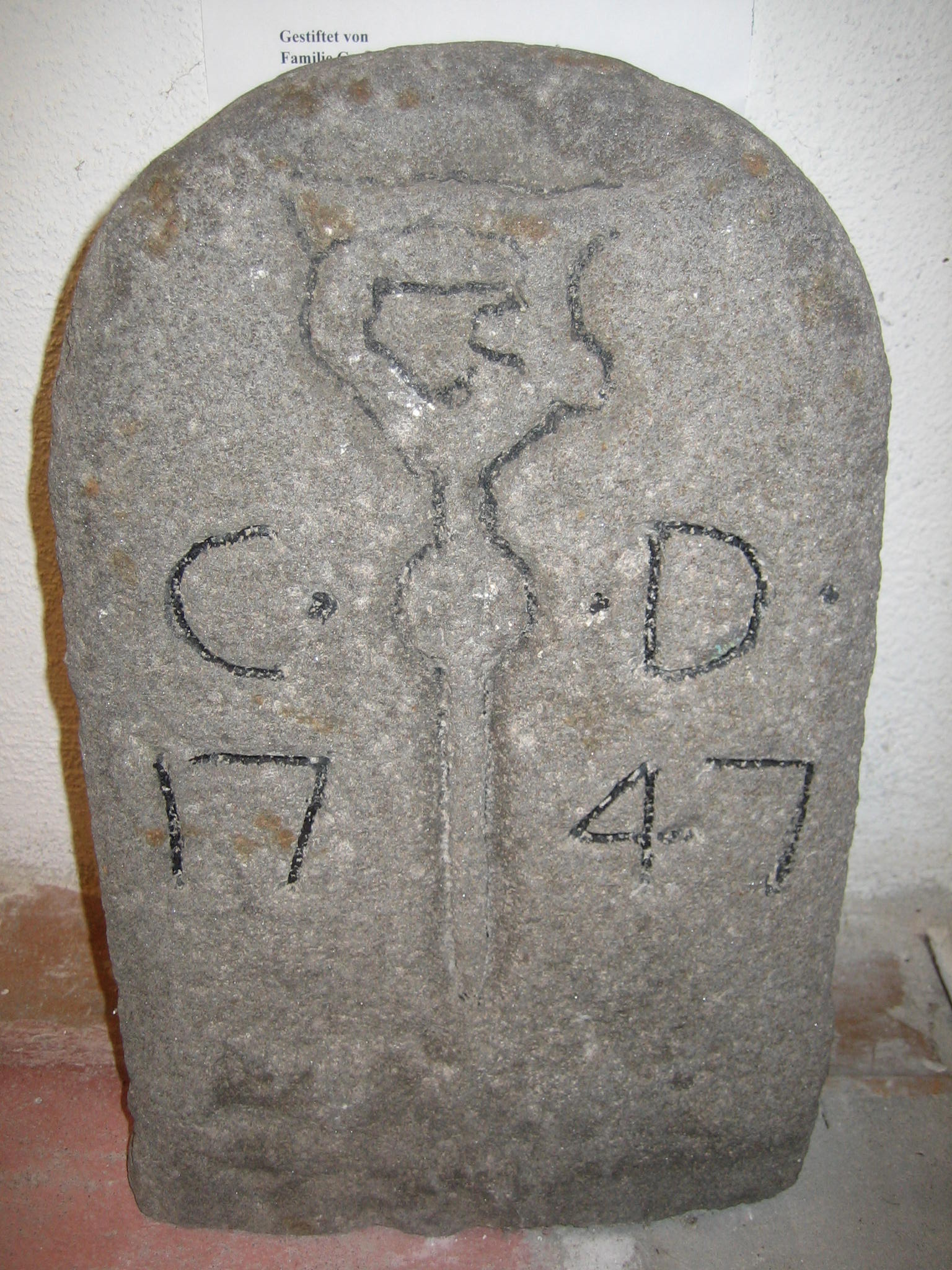
Grenzstein des Klosters, gefunden als Spolie bei Bauarbeiten in Mainz-Mombach

1283 verkaufte die damalige Äbtissin einen Klostergarten an Heinrich von Weidas. Dies wird als Hinweis auf eine Verbindung des Klosters mit den Frauenzisterzen von Weidas und Altmünster gedeutet. 1296 erhielt die Äbtissin die Ortsherrschaft über Bretzenheim und Zahlbach und durfte „Käsegeld“, Fastnachtshuhn und eine Art Erbschaftssteuer einnehmen. Damit hatte das Kloster eine bedeutende Stellung unter geistlichen und weltlichen Großgrundbesitzern der Region erreicht.
Im 14. Jahrhundert schenkte der Mainzer Erzbischof dem Kloster 30 Mark Kölner Denare, die der Abt von Eberbach ihm geschuldet hatte.

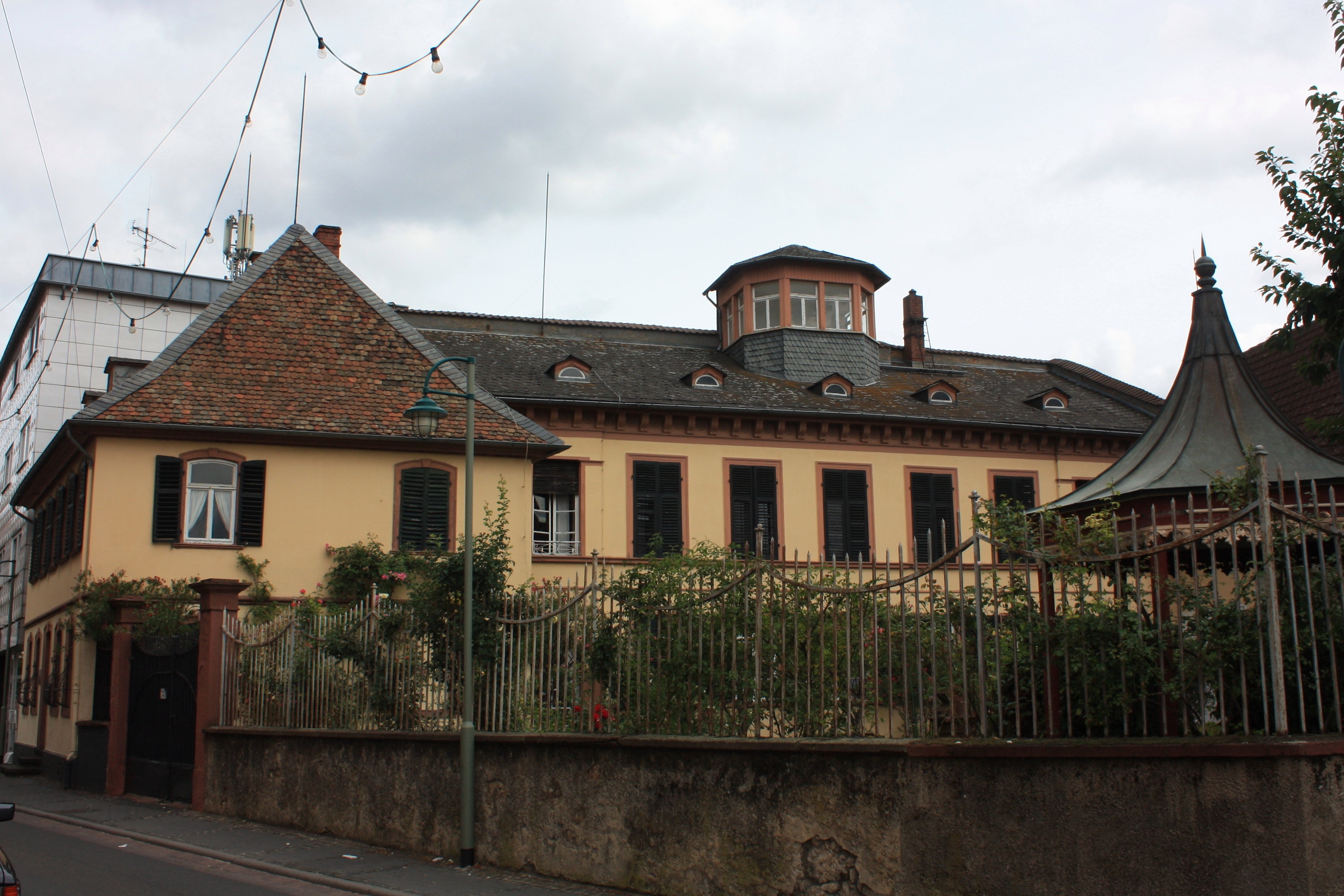
Der Wirtschaftshof des Klosters Dalheim in Hochheim am Main

Das Kloster wurde 1395 und 1447 durch Hochwasser, 1769 durch einen Brand beschädigt. 1793 wurde die Nonnenabtei Dahlheim von den Franzosen größtenteils zerstört. Das Klostervermögen wurde an den Universitätsfonds der Mainzer Universität übertragen. 1802 wurde das Kloster im Zuge der Säkularisation endgültig aufgehoben. Die heute nicht mehr vorhandenen Gebäude standen zwischen Zahlbach und der Dalheimer- oder Aureusmühle im Heiligen Tal, dem unteren Zahlbacher Weg, am Fuße des Abhanges, gegenüber den letzten Pfeilern der römischen Wasserleitung (Römersteine).